# Maria Tarnowska (tłumaczka)
Maria Tarnowska (ur. 1942 w Krakowie) – polska tłumaczka i historyk sztuki.
Publikowała teksty o charakterze religijnym oraz tłumaczenia w "Znaku", "W drodze", "Powściągliwości i Pracy" oraz "Tygodniku Powszechnym". Tłumaczyła m.in. teksty Jean-Marie Lustigera, Maxa Thuriana, Thomasa Mertona i Jean-Miguela Garriguesa. Przełożyła z języka francuskiego m.in. Historię Kościoła od początków do r. 600 autorstwa Jeana Daniélou i Henri-Irénée Marrou.